# Rod Davis
Roderick Hopkins „Rod“ Davis (* 27. August 1955 in Key West, Vereinigte Staaten) ist ein ehemaliger US-amerikanisch-neuseeländischer Segler.

## Erfolge
Rod Davis wurde 1979 in Visby in der Bootsklasse Soling mit Robbie Haines als Skipper und Edward Trevelyan als zweites Crewmitglied Weltmeister und sicherte sich ein Jahr darauf in Ponce mit Haines und Trevelyan Silber. Er nahm an vier Olympischen Spielen teil. Für die Vereinigten Staaten startete er bei den Olympischen Spielen 1984 in Los Angeles neben Edward Trevelyan im Soling als Crewmitglied unter Skipper Robbie Haines teil. Ihnen gelangen in sieben Wettfahrten zwei Siege und sie beendeten die Regatta mit 33,7 Gesamtpunkten, womit sie vor dem brasilianischen Boot von Torben Grael und dem von Hans Fogh angeführten kanadischen Boot die Goldmedaille gewannen und Olympiasieger wurden. 1992 ging er in Barcelona im Starboot als Skipper mit Donald Cowie an den Start und gewann mit ihm die Silbermedaille. Davis segelte dieses Mal für Neuseeland. Mit 58,4 Punkten beendete sie die Regatta hinter den US-Amerikanern Mark Reynolds und Hal Haenel und vor den Kanadiern Eric Jespersen und Ross MacDonald auf dem zweiten Platz. Vier Jahre darauf segelten Davis und Cowie in Atlanta erneut miteinander, kamen dieses Mal aber nicht über den fünften Platz hinaus, einen Punkt hinter Rang vier. Bei den Olympischen Spielen 2000 in Sydney war Davis Skipper im Soling, mit Alan Smith und Donald Cowie als Crew. Sie qualifizierten sich nach der im Fleet Race ausgetragenen Vorrunde als zweitbestes Team direkt für das Viertelfinale, das wie die dazwischengeschaltete Gruppenphase im Match Race ausgetragen wurde. Zwar gewannen sie wie die Niederländer und die Norweger zwei von fünf Wettfahrten, hatten im direkten Duell gegen die beiden Boote jedoch verloren, weshalb sie hinter diesen auf dem fünften Platz klassifiziert wurden und damit ausschieden.
Davis nahm 1987 erstmals am America’s Cup teil. Beim Louis Vuitton Cup 1992 unterlag er im Finale mit Team New Zealand dem italienischen Team. Es folgten zahlreiche weitere Teilnahmen beim America’s Cup in unterschiedlichen Funktionen. 2004 fungierte er als Nationaltrainer der dänischen Olympiamannschaft. Ein Jahr darauf wurde er Olympic Director bei Yachting New Zealand.